# Souto de Lafões
Souto de Lafões era una freguesia portuguesa del municipio de Oliveira de Frades, distrito de Viseu.

## Historia
Fue suprimida el 28 de enero de 2013, en aplicación de una resolución de la Asamblea de la República portuguesa promulgada el 16 de enero de 2013 al unirse con las freguesias de Oliveira de Frades y Sejães, formando la nueva freguesia de Oliveira de Frades, Souto de Lafões e Sejães.